# Grete Waitz

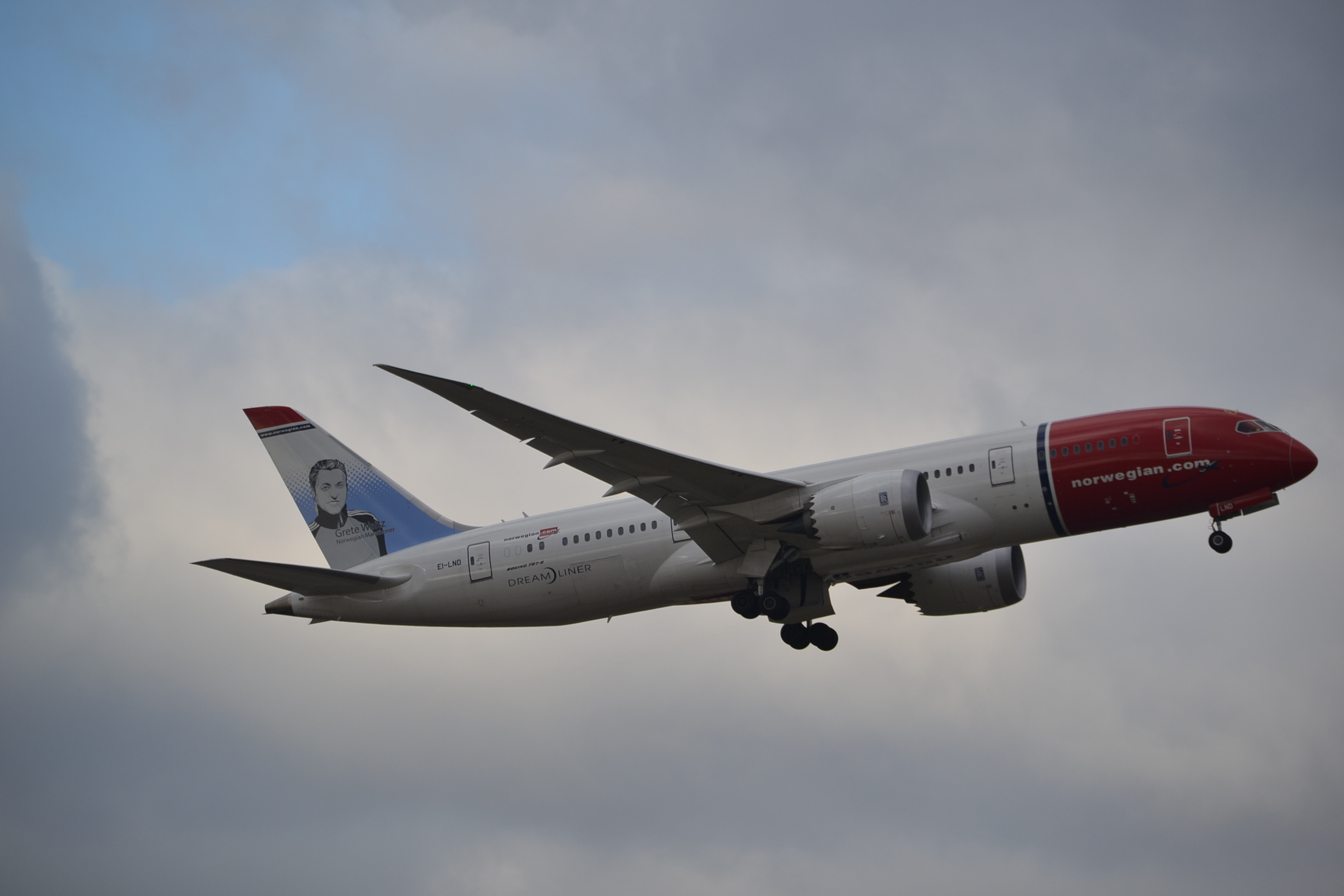
Boeing 787 de la Norwegian Air Shuttle amb la imatge de Grete Waitz a la cua de l'avió

Grete Waitz (Oslo, 1 d'octubre del 1953 - Oslo, 19 d'abril del 2011) fou una atleta noruega (especialista en marató, cross -5 vegades campiona del món- i curses de fons), la qual, en la seua llegendària carrera esportiva, va aconseguir la victòria en nou ocasions en la prestigiosa Marató de Nova York, va ésser campiona mundial de l'especialitat a Hèlsinki (1983) i medalla d'argent als Jocs Olímpics d'Estiu de 1984.

## Biografia
El seu pare, John, era un farmacèutic i la seua mare, Reidun, treballava a una botiga de queviures. Des d'una edat molt primerenca va començar a córrer amb els seus dos germans grans (Jan i Arild) en un bosc proper i, més tard, en un club de pista local. Les seues participacions olímpiques es troben entre les més nombroses de l'atletisme mundial. Va acudir a la seua primera cita a Múnic durant els Jocs Olímpics d'Estiu de 1972, on va competir en la prova de 1.500 metres i va protagonitzar la seua darrera carrera olímpica en la marató de Seül del 1988. Quatre anys abans s'havia penjat la medalla d'argent en la primera marató femenina celebrada a uns Jocs. Waitz fou la primera dona que va aconseguir córrer la marató en menys de dues hores i trenta minuts.
La seua popularitat a Noruega s'estén més enllà de l'àmbit esportiu i va rebre nombrosos guardons i mostres de reconeixement. El 1982, el rei noruec li va lliurar la medalla del Reial Orde Noruec de Sant Olaf, una de les principals condecoracions del país que, per primera vegada, requeia en mans d'una atleta. Un any després va aconseguir el Premi Volvo que anualment premia els millors esportistes dels països nòrdics. L'Acadèmia Francesa de l'Esport també li va lliurar el guardó Monique Berlieux. La cursa urbana que duu el seu nom, i que des del 1984 se celebra a Oslo, és una de les més populars de l'especialitat en el món i ha aconseguit congregar 47.000 participants.
Membre del Comitè Olímpic Noruec i d'organismes directius de l'esport internacional, des de la seua retirada de la competició, Waitz es va implicar en diferents programes de promoció de la salut i l'esport amb col·lectius desfavorits com aturats, discapacitats, drogodependents i grups de presos. També es va fer càrrec de Fred's Team, un equip d'atletes que participen en competicions per a recaptar fons destinats a la investigació del càncer. Va treballar igualment amb la Fundació Noruega de Fibrosi Quística. Grete Waitz fou autora de diversos llibres, articulista de publicacions esportives especialitzades i col·laboradora habitual de programes de ràdio i televisió a Noruega i els Estats Units.
Morí de càncer als 57 anys, el 19 d'abril del 2011.

### Llibres
- "Grete Waitz," Great Women in Sports, Visible Ink Press, 1996.
- "Grete Waitz: Queen of the Marathon," a Running with the Legends, editat per Michael Sandrock, Human Kinetics, 1996.
- Waitz, Greta, "Cool Controlled Grace," a First Marathons, editat per Gail Waesche Kislevitz, Breakaway Books, 1999.

### Diaris
- Bloom, Marc, "Grete Waitz," Runner's World, (desembre del 1991): 52.
- Bloom, Marc, "Revival of the Fittest," Runner's World, (gener del 1989): 30.
- Gambaccini, Peter, "The Queen," Runner's World, (novembre del 1994): 64.